# HD24290
HD24290 — хімічно пекулярна зоря спектрального класу A2, що має видиму зоряну величину в смузі V приблизно  8,4.
Вона  розташована на відстані близько 1087,2 світлових років від Сонця.